# Magnus von Horn
Magnus von Horn (Gotemburgo, 21 de dezembro de 1983) é um diretor de cinema e roteirista sueco-polonês. Ele se formou na Escola Nacional de Cinema de Łódź em 2013. Poucos meses depois de chegar à Polônia, ele foi brutalmente roubado, o que fez com que ele se interessasse por pessoas violentas. Seu primeiro filme foi um curta-metragem sobre um jovem criminoso polonês. Seu curta-metragem de 2011, Utan snö, foi indicado ao Prêmio Guldbagge de Melhor Curta-Metragem. Seu primeiro longa, Efterskalv, estreou na Quinzena dos Realizadores do Festival de Cinema de Cannes de 2015.
Seu segundo filme, Sweat, foi selecionado para o Festival de Cinema de Cannes de 2020, que foi cancelado devido à COVID-19. Seu terceiro longa, Pigen med nålen, estreou no Festival de Cinema de Cannes de 2024 em competição pela Palm d'Or e foi indicado ao Oscar de melhor filme internacional.

## Filmografia
- Radek (2006) – curta-documentário
- Mleczaki (2007) – curta
- Echo (2008) – curta
- Utan snö (2011) – curta
- Efterskalv (2015)
- Sweat (2020)
- Pigen med nålen (2024)